# Q'ulle
Q'ulle（キュール）は、かつて存在した、5人組「ロックダンスアーティスト」である。
エモーショナルなロックサウンドに乗せ、ネットとリアルをつなぐ架け橋になるべく精力的に活動。ユニット「Q'ulle」は、英語の「Cute」と「Cool」を掛けた造語。元になったのはフランス語の「quelle」、英語でいうとWhat(何を)で、驚きや感動を常に共有していきたいという思いから。レーベルはavex rhythm zone。

## 概要
- Q'ulleはニコニコ動画内から「踊ってみた」というムーブメントを生み出した5人がスタートさせたユニット。前身となるグループDANCEROIDが解散後、もっと上を目指したいという意志のメンバーが集まり再結成された。その際、Q'ulleとして武道館に立つことが目標であると宣言している。
- サウンドプロデューサーにDECO*27（デコ・ニーナ）を迎え、2015年1月14日に1stシングル「mic check one two」をKADOKAWA メディアファクトリーよりリリース。
- 楽曲は主にJ-ROCK。エモーショナルな歌詞や楽曲から「エモ・ロック」と称されることも。デスボ・シャウト・ラップなど、様々な要素が盛り込まれている。メンバーのいくら、やっこは作詞にも参加している。
- ワンマンライブではBACK BANDと共にメンバー5人＋バンド5人の10人組バンドのような編成で行われる事もある。ヘドバンや折り畳みなど激しいパフォーマンスが多く、見た目とのギャップに驚かれることが多い。また、BACK BANDはMVなどにも出演している。
- 5thシングル「ALIVE/再生論」よりNaoki Itai (MUSIC FOR MUSIC)が作曲で参加。以後サウンドプロデューサーとして多くの楽曲を手掛けている。また、自身もBACK BANDのメンバーとしてステージに立つこともある。
- これまでには韓国、台湾、シンガポール、中国を含む大規模なアジアツアーを成功させ、2017年には全国20都市23公演となる自身最多公演数のツアーも行われた。
- 2016年8月、所属するKADOKAWAの音楽部門の統廃合があり、所属レーベルが消滅した[1]。それによりKADOKAWAグループとの契約が打ち切られた。当時、アジアツアーの真っ最中だった為、所属レーベルを探しながらのツアーとなった。
- 2016年10月、アジアツアーのファイナル公演(Zepp Diver City)で新しいレーベルとの契約が決まったことが発表され、11月にそれがavex rhythm zoneであると公表された[2]。
- avex移籍後初のシングル「DON’T STOP」ではオリコンウィークリーランキング10位を獲得。その後2ndシングル「DRY AI」、1stアルバム「コネクトライト」をリリース。Musicる TVやバズリズムなどのタイアップも決定し、徐々にTV出演の機会が増える。
- 全員がQ'ulleとしての活動のほか、動画共有サイトへ「踊ってみた動画」を精力的に投稿し続けている。その際、メンバーのまなこが振付、ゆずきが衣装デザイン制作を行う場合が多い。また、Q'ulleのプロデュースによるアパレルブランド「CHOMEL SINGA」も手がけている。
- 配信ライブQ'ulle Graduate Live「Five」を最後にメンバー全員卒業[3]。

## メンバー

### いとくとら
（1989年〈平成元年〉8月28日 - ）ボーカル。血液型はA型。グループのリーダー。
- 名前は「いとくとら」と表記して、「いくら」と読む[注 1]。
- 2022年7月7日にマヂカルラブリーの村上と結婚[4]。

### まぁむ
（1989年〈平成元年〉12月9日 - ）ボーカル。血液型はA型。長野県出身。
- 趣味：ゲーム、激辛、掃除、コスメを集めること。
- 特技：人の顔を見て好きそうな食べ物を言う。
- おっちょこちょいなキャラクターで親しまれているが、実は一番頭が良い。
- 英語を話すのが得意で、楽曲の中でも英語のパートを歌う事が多い。ライブ中に英語で客を煽ったりもする。
- 愛犬の名前はルイくん。
- 2016年8月24日、アジアツアーの最中に脚を骨折。松葉杖をついたままライブに参加していた[5]。しかし、2016年10月15日のツアーファイナルには復帰している。
- 2018年度のQ'ulleのロゴやアルバム「コネクトライト」の特典など、デザインも担当している。

### ゆずき
（1991年〈平成3年〉7月18日 - ）ボーカル、シャウト、デスボイス。血液型はA型。群馬県出身。
- 趣味：料理、ゲーム、コスプレ。
- 特技：衣装デザイン・制作、柔軟。
- 愛称は「きんぐ」であり、由来はTwitterのIDが「yuzukingdam」だったことから。
- シャウトやデスボイスを担当している。見た目からは想像もできないパフォーマンスをするため、Q'ulle一番のギャップの持ち主と言われている。
- 服飾関係の専門学校に通っていたため裁縫が得意である。踊ってみた動画に使われる衣装はゆずきがデザイン・制作をすることが多い。
- 2018年2月11日よりYUZUKINGDOMが始動。ソロ活動も行っている。

### やっこ
（1995年〈平成7年〉9月28日 - ）ボーカル・ラップ。血液型はB型。群馬県出身。
- 趣味：ダジャレ、おふざけ、カフェラテ、インテリア、踊ってみた。
- 特技：ラップ、変なダンスを即興でやること。
- ラップを担当している。2017年より自身でリリックを書いており「Promise」「Tasuki」を発表している。
- 笑顔と八重歯がトレードマーク。
- 元気で明るい性格のため、親しみやすい存在である。本人曰く「地球上に話せない人間はいない」とのこと。
- トークが得意であり、MCとしてネット番組やイベントにも出演もしている。
- 2019年10月22日の、Q'ulle5周年記念イベント「VOW」ファイナル公演を最後にグループを脱退することをQ'ulle(キュール) official HPにて発表している。

### まなこ
（1996年〈平成8年〉3月3日 - ）ボーカル、コーラス。血液型はA型。神奈川県出身。

## 略歴

### 2014年
- 10月15日 Q'ulle結成発表（10月15日はQ'ulleの日）[6]
- 10月24日 Q'ulle結成記者会見 ＠渋谷メディアファクトリーBC本社[7]
- 11月15日 初のインストアライブ ＠お台場ダイバーシティ東京プラザ野外フェスティバル会場
- 12月29日 1stワンマンライブ「mic check one two!」＠原宿アストロホール（２回公演）

### 2015年
- 1月14日 1stシングル「mic check one two」発売
- 1月18日 1stシングル発売記念ライブ＠渋谷eggman
- 2月22日 1stライブＤＶＤ発売記念イベント＠渋谷GARRETudagawa
- 3月15日 2ndシングル「MONSTER」発売記念ライブ＠渋谷サイクロン（２回公演）
- 3月18日 2ndシングル「MONSTER」発売
- 3月18日 1stワンマンライブＤＶＤ「mic check one two」発売
- 5月13日 3rdシングル「HEARTBEAT」発売
- 6月24日 1stアルバム「Q’＆A ～Q'ulle and Answer～」発売
- 6月21日～7月26日 全国6都市ツアー～君の答えは・・・？（福岡、名古屋、札幌、大阪、仙台、東京渋谷）
- 7月27日 Q'ulleプロデュースアパレルブランド「CHOMEL SINGA」誕生
- 8月1日 ファンクラブ「Q'ulle Air」グランドオープン
- 11月18日 4thシングル「HOPE/UNREAL」発売
- 12月29日 結成一周年ライブ「Q'ulle First Story～以心伝心～」＠渋谷TSUTAYA O-EAST

### 2016年
- 4月3日～10月15日 アジアツアー2016「other side of HOPE」（名古屋、ソウル、台北、長野、シンガポール、上海、宮城、広島、福岡、大阪、東京）
- 5月18日 5thシングル「ALIVE/再生論」発売
- 8月8日 KADOKAWAとの契約打ち切り発表[1]
- 8月13日 2ndDVD「Proof of ～HOPE～」発売
- 10月15日 アジアツアーファイナル（2周年記念ライブ）＠Zepp Diver City東京
- 10月15日 新しいレーベルとの契約決定[8]
- 10月19日 2ndアルバム「OVER THE HOPE」発売
- 11月8日 新しい所属先はavexと発表[2]

### 2017年
- 1月7日 新レーベルにて再始動ワンマンライブ「Re:start」＠渋谷クラブクアトロ
- 4月2日～10月22日　全国20都市23公演ツアー「Re:birth」
- 4月5日 1stシングル「DON’T STOP」発売
- 8月2日 2ndシングル「DRY AI」発売
- 12月24日 ライブ写真集「Live Tour 2017 Final ZeppDIVERCITY LIVE Photo book『Re:birth』」発売
- 12月30日 ワンマンライブ「Determination of Q’ulle『Future Diary 2018』」＠川崎クラブチッタ

### 2018年
- 1月17日 1stアルバム「コネクトライト」発売
- 2月17日～　対バンツアー2018「SURVIVAL」
- 3月21日 ライブDVD「Determination of Q’ulle「Future Diary 2018」 at 2017.12.30 CLUB CITTA’」発売

## ディスコグラフィー

### avex rhythm zone 移籍後

#### シングル
|                    | 発売日       | タイトル |
| ------------------ | ------------ | --- |
| 1st                | 2017年4月5日 | DON'T STOP 1. DON’T STOP 2. SHOUT IT OUT 3. DON’T STOP -Instrumental- 4. SHOUT IT OUT -Instrumental-                                  |
| 2nd                | 2017年8月2日 | DRY AI 1. DRY AI 2. PARTY ROCK!!!!! 3.キミと僕 4. DRY AI -Instrumental- 5. PARTY ROCK!!!!! -Instrumental- 6. キミと僕-Instrumental-   |
| 1st Digital Single | 2018年6月4日 | ナツシルベ |
| 3rd                | 2018年9月5日 | EMOTION 1. EMOTION 2. Survival feat. Brand New Vibe KEI 3. EMOTION (Instrumental) 4. Survival feat. Brand New Vibe KEI (Instrumental) |

#### アルバム
|     | 発売日        | タイトル |
| --- | ------------- | --- |
| 1st | 2018年1月17日 | コネクトライト 01. INTRODUCTION 02. DON’T STOP 03. DRY AI 04. キミと僕 05. Pain 06. Unite As One 07. SHOUT IT OUT 08. PARTY ROCK!!!!! 09. Promise 10. HERE WE STAND 11. Tasuki 12. アルカライト                              |
| 2nd | 2019年1月16日 | 我夢者羅 01. INTRODUCTION 02. EMOTION 03. 邪魔しないで 04. Our Days 05. One Way Dream 06. HOME 07. ナツシルベ 08. ひとり 09. SO☆RE☆NA 10. 見えないスタート 11. Take Off 12. Survival feat. Brand New Vibe KEI 13. エチュード |

## ライブ
| 2014年   | 2014年                                | 2014年             | 2014年 |
| 開催日   | タイトル                              | 会場               | 備考   |
| -------- | ------------------------------------- | ------------------ | ------ |
| 12月29日 | 1stワンマンLIVE「mic check one two!」 | 原宿アストロホール |        |

| 2015年   | 2015年                                                    | 2015年          | 2015年 |
| 開催日   | タイトル                                                  | 会場            | 備考   |
| -------- | --------------------------------------------------------- | --------------- | ------ |
| 1月18日  | 1stSingle発売記念リリイベ                                 | 渋谷eggman      |        |
| 2月22日  | 1stワンマンLIVE DVD「mic check one two!」発売記念リリイベ | 渋谷GARRET      |        |
| 3月15日  | 2ndSingle「MONSTER」発売記念リリイベ                      | 渋谷CYCLONE     |        |
| 6月21日  | 6都ツアー福岡+ファンミ福岡                                | 天神VIVRE HALL  |        |
| 6月28日  | 6都ツアー名古屋+ファンミ名古屋                            | CLUB UPSET      |        |
| 7月5日   | 6都ツアー札幌+ファンミ札幌                                | cube garden     |        |
| 7月12日  | 6都ツアー大阪+ファンミ大阪                                | FANJ twice      |        |
| 7月18日  | 6都ツアー仙台+ファンミ仙台                                | HooK SENDAI     |        |
| 7月26日  | 6都ツアー東京                                             | 渋谷WWW         |        |
| 11月22日 | ファンクラブ限定4thシングルリリイベ                       | 西麻布BERGTOKYO |        |
| 12月29日 | 結成一周年ライブ                                          | 渋谷O-EAST      |        |

| 2016年   | 2016年                                                   | 2016年             | 2016年                                                                        |
| 開催日   | タイトル                                                 | 会場               | 備考                                                                          |
| -------- | -------------------------------------------------------- | ------------------ | ----------------------------------------------------------------------------- |
| 3月26日  | Q'ulle主催対バンライブ                                   | 渋谷CYCLONE        | 1部 Q’ulle / 中塚武 / JaccaPoP 2部 Q’ulle / @djtomoko n Ucca-Laugh / GANGLION |
| 4月3日   | アジアツアー名古屋                                       | SPADE BOX          |                                                                               |
| 5月15日  | 5thシングル「ALIVE/再生論」リリースライブ                | 渋谷eggman         |                                                                               |
| 5月29日  | Asia tour 2016「other side of ～HOPE～」@ソウル          | CLUB VERA          |                                                                               |
| 6月18日  | Asia tour 2016「other side of ～HOPE～」@台北            | 杰克音樂展演空間   |                                                                               |
| 6月26日  | Asia tour 2016「other side of ～HOPE～」番外公演@長野    | LIVE HOUSE J       |                                                                               |
| 7月10日  | Asia tour 2016「other side of ～HOPE～」@シンガポール    | C3 CharaExpo 2016  |                                                                               |
| 7月30日  | Asia tour 2016「other side of ～HOPE～」@上海            | 上海唱?加空間      |                                                                               |
| 8月13日  | Asia tour 2016「other side of ～HOPE～」@仙台            | CLUB JUNK BOX      |                                                                               |
| 8月27日  | Asia tour 2016「other side of ～HOPE～」@広島            | SECOND CRUTCH      |                                                                               |
| 9月10日  | Asia tour 2016「other side of ～HOPE～」@福岡            | DRUM Be-1          |                                                                               |
| 9月24日  | Asia tour 2016「other side of ～HOPE～」@大阪            | Shangri-La         |                                                                               |
| 10月15日 | Asia tour 2016「other side of ～HOPE～」ファイナル @東京 | ZeppDiverCityTOKYO |                                                                               |

| 2017年 | 2017年                   | 2017年           | 2017年 |
| 開催日 | タイトル                 | 会場             | 備考   |
| ------ | ------------------------ | ---------------- | ------ |
| 1月7日 | ワンマンLIVE「Re:start」 | 渋谷CLUB QUATTRO |        |
|        |                          |                  |        |

## 出演

### イベント出演
| 2015年   | 2015年                                     | 2015年              | 2015年 |
| 開催日   | タイトル                                   | 会場                | 備考   |
| -------- | ------------------------------------------ | ------------------- | ------ |
| 3月29日  | HANEDA INTERNATIONAL ANIME MUSIC FESTIVAL  |                     |        |
| 4月4日   | 新豊岡市誕生10周年イベント出演             |                     |        |
| 4月12日  | アニメ「ミカグラ学園組曲」イベント出演     |                     |        |
| 5月30日  | 「ヒゲのオニ退治!?」                       | 渋谷La.mama         |        |
| 5月31日  | POP SONG FOR U                             | 渋谷eggman          |        |
| 7月9日   | KAGERO release party                       | 新代田FEVER         |        |
| 7月20日  | OTODAMA SEA STUDIO Live                    | 由比ガ浜            |        |
| 8月8日   | OCA専門学校SPライブ                        |                     |        |
| 8月16日  | コミケ88トークショー出演                   |                     |        |
| 8月22日  | ニコニコ町会議                             | 石川県能登町        |        |
| 9月5日   | マジカルミライ2015                         | 科学技術館          |        |
| 9月13日  | NBSまつり2015＠長野 番宣（Q'ulle版) CM撮影 |                     |        |
| 10月11日 | POSTミュージックフェス                     | 岐阜県大垣市        |        |
| 10月17日 | 長野県JAバンクQ'ulleミニライブ             | SBC楽市楽座（松本） |        |
| 11月1日  | 金沢アニメ&ICTフェスタ                     | 金沢21世紀美術館    |        |
| 11月16日 | オレたちしんじゅく族                       | 新宿LOFT            |        |
| 11月29日 | Club INSPIRE五周年記念ライブ               | Club INSPIRE        |        |

| 2016年   | 2016年                                      | 2016年                   | 2016年 |
| 開催日   | タイトル                                    | 会場                     | 備考   |
| -------- | ------------------------------------------- | ------------------------ | ------ |
| 1月6日   | DRIVE IN SHELTER                            | 下北沢SHELTER            |        |
| 1月7日   | 「ボクソール★ライドショー」イベント         | HMV渋谷                  |        |
| 3月4日   | 極旨！さかな祭                              | 日比谷公園               |        |
| 3月29日  | 超十代                                      | 幕張メッセ               |        |
| 7月8日   | 長野県松川高校学園祭出演                    |                          |        |
| 7月17日  | SHAMROCK対バンライブ                        | 渋谷WWW                  |        |
| 8月7日   | 2ndDVD発売記念上映会                        |                          |        |
| 8月14日  | ニコニコ町会議                              | 宮城県大崎市             |        |
| 8月20日  | まったん生誕祭ツーマン (Q'ulle vs こじとり) | 渋谷eggman               |        |
| 9月11日  | NBSまつり2016                               | 長野                     |        |
| 10月16日 | SBC楽市楽座ライブ                           | SBC楽市楽座              |        |
| 11月3日  | ニコニコ超パーティー2016                    | さいたまスーパーアリーナ |        |
| 11月19日 | ニコつく2                                   | サンリオピューロランド   |        |

### 2014年
- 2014/11/15(土)初インストア＠ダイバーシティ東京プラザ野外フェスティヴァル会場
- 2014/11/21(金)インストアタワレコ津田沼
- 2014/11/28(金)インストアららぽーと横浜
- 2014/11/29(土)インストアタワレコ西武東戸塚
- 2014/12/19(金)インストアタワレコ秋葉原
- 2014/12/26(金)インストアタワレコ横浜ビブレ
- 2014/12/27(土)インストアタワレコ渋谷

### 2015年
- 2015/1/03(土)インストアタワレコ柏
- 2015/1/04(日)インストアタワレコ新宿
- 2015/1/09(金)インストアタワレコ近鉄パッセ（名古屋)
- 2015/1/10(土)インストアHMV三宮（神戸）
- 2015/1/11(日)インストアタワレコ梅田NU茶屋町
- 2015/1/12(月)インストアタワレコ京都
- 2015/1/16(金)インストアタワレコ池袋
- 2015/1/17(土)インストアタワレコ千葉
- 2015/1/25(日)インストアタワレコ川崎
- 2015/1/30(金)インストアタワレコ津田沼
- 2015/2/06(金)インストアタワレコアミュプラザ博多
- 2015/2/07(土)インストアタワレコ長崎
- 2015/2/14(土)インストアタワレコアリオ川口
- 2015/2/20(金)インストアタワレコ錦糸町
- 2015/2/28(土)インストアイオンタウン上里
- 2015/3/05(木)インストアタワレコ渋谷
- 2015/3/06(金)インストア新星堂リーフウォーク稲沢（愛知）
- 2015/3/07(土)インストアタワレコ灘波
- 2015/3/08(日)インストアタワレコ京都
- 2015/3/14(土)インストアHMV大宮アルシェ
- 2015/3/20(金)インストアタワレコ新宿
- 2015/3/27(金)インストアHMVららぽーと柏の葉
- 2015/4/10(金)インストアHMVイオンモール春日部
- 2015/4/17(金)インストアHMVイオンモール八千代緑が丘
- 2015/4/18(土)インストアタワレコ札幌ピヴォ
- 2015/4/19(日)インストアHMV札幌ステラプレイス
- 2015/4/24(金)インストアHMVエソラ池袋
- 2015/5/03(日)インストアタワレコ横浜ビブレ
- 2015/5/04(月)インストアタワレコ吉祥寺
- 2015/5/06(水)インストアタワレコ西武東戸塚
- 2015/5/09(土)インストアタワーミニダイバーシティ東京プラザ
- 2015/5/16(土)インストアHMV仙台ロフト
- 2015/5/16(土)インストアタワレコ仙台パルコ
- 2015/5/17(日)インストアHMVイオンモール水戸内原
- 2015/5/22(金)インストアタワレコ錦糸町
- 2015/5/23(土)インストアタワレコ津田沼
- 2015/5/29(金)インストアHMV横浜ワールドポーターズ
- 2015/6/05(金)インストアタワレコ八王子
- 2015/6/06(土)インストアタワーミニ西武船橋
- 2015/6/07(日)インストアタワレコ浦和
- 2015/6/12(金)インストアタワレコ渋谷
- 2015/6/13(土)インストアららぽーと新三郷
- 2015/6/14(日)インストアタワレコ千葉
- 2015/6/19(金)インストアタワレコ池袋
- 2015/6/23(火)インストアタワレコアリオ川口
- 2015/6/24(水)インストアHMVエソラ池袋
- 2015/6/25(木)インストアタワレコ吉祥寺
- 2015/6/26(金)インストアタワレコ横浜ビブレ
- 2015/8/07(金)インストア新星堂リーフウォーク稲沢＠愛知
- 2015/8/08(土)インストアタワレコ灘波
- 2015/8/09(日)インストアタワレコ京都
- 2015/8/20(木)インストアタワレコ吉祥寺
- 2015/9/10(木)インストアタワレコ浦和
- 2015/9/11(金)インストアタワレコアリオ川口
- 2015/9/17(木)インストアタワレコ津田沼
- 2015/9/18(金)インストアHMVエソラ池袋
- 2015/9/19(土)インストアタワレコ柏
- 2015/9/20(日)インストアタワレコグランツリー武蔵小杉
- 2015/9/22(火)インストアHMVイトーヨーカドー宇都宮
- 2015/9/23(水)インストアHMV仙台ロフト
- 2015/10/16(金)インストアHMVイオンモール川口前川
- 2015/10/23(金)インストアタワレコ吉祥寺
- 2015/10/29(木)インストアタワレコ川崎
- 2015/10/30(金)インストアタワレコアリオ鷲宮
- 2015/11/05(木)インストアタワレコ池袋
- 2015/11/06(金)インストアタワレコアミュプラザ博多
- 2015/11/07(土)インストアタワレコ香椎浜（福岡）
- 2015/11/08(日)インストアタワレコ福岡パルコ
- 2015/11/13(金)インストアタワレコ タワーミニ汐留
- 2015/11/14(土)インストアヴィレヴァン名古屋中央
- 2015/11/18(水)女性限定インストアJOL原宿
- 2015/11/19(木)インストアタワレコ横浜ビブレ
- 2015/11/20(金)インストアとらのあな秋葉原店C
- 2015/11/21(土)インストアタワレコ渋谷

### 2016年
- 2016/2/26(金)インストアタワレコ八王子
- 2016/3/06(日)インストアタワレコ吉祥寺
- 2016/3/11(金)インストアタワレコ大阪灘波
- 2016/3/12(土)インストアタワレコ京都
- 2016/3/13(日)インストアヴィレヴァン名古屋中央
- 2016/4/08(金)インストアタワレコ福岡パルコ
- 2016/4/09(土)インストア福岡小倉あるあるCity
- 2016/4/10(日)インストアタワレコ福岡香椎浜
- 2016/5/02(月)インストアタワレコ吉祥寺
- 2016/5/08(日)インストアタワレコ渋谷
- 2016/5/13(金)インストアタワレコ横浜ビブレ
- 2016/5/18(水)インストアＨＭＶエソラ池袋
- 2016/5/21(土)インストアタワレコ吉祥寺
- 2016/9/04(日)インストアタワレコ吉祥寺
- 2016/9/18(日)インストアタワレコ吉祥寺
- 2016/10/07(金)インストアタワレコ池袋
- 2016/10/09(日)インストアタワレコ横浜ビブレ
- 2016/10/18(火)インストアＨＭＶエソラ池袋
- 2016/10/21(金)インストアタワレコ吉祥寺
- 2016/10/23(日)インストアタワレコ川崎

### 未来定番曲
- テレビ番組。2013年4月1日より放送開始、現在はテレビ神奈川、BS12 トゥエルビ、テレビ埼玉、とちぎテレビ、群馬テレビで放送。Q'ulleの出演が特に多い。2016年11月7日の#189からは異例の3週連続出演となっている。

Q'ulle出演回
- 2015/3/16(月)未来定番曲#103放送
- 2015/3/23(月)未来定番曲#104放送
- 2015/8/24(月)未来定番曲#126放送
- 2015/9/07(月)未来定番曲#128「ライブ特集歌姫編」放送
- 2015/9/14(月)未来定番曲#129「Q'ulle密着前編」放送
- 2015/9/21(月)未来定番曲#130「Q'ulle密着後編」放送
- 2015/12/07(月)未来定番曲#141放送
- 2016/1/25(月)未来定番曲#148「ライブ特集歌姫編」放送
- 2016/2/01(月)未来定番曲#149放送
- 2016/2/08(月)未来定番曲#150放送
- 2016/6/13(月)未来定番曲#168放送
- 2016/7/04(月)未来定番曲#171放送
- 2016/7/18(月)未来定番曲#173放送
- 2016/8/22(月)未来定番曲#178放送
- 2016/10/10(月)未来定番曲#185放送
- 2016/10/24(月)未来定番曲#187放送
- 2016/11/07(月)未来定番曲#189放送
- 2016/11/14(月)未来定番曲#190放送
- 2016/11/21(月)未来定番曲#191放送

### ネット配信
- 2014/11/13(木)ニコ生「ニコラジ」出演
- 2015/1/28(水)ニコ生「月刊エンタメ倶楽部」出演
- 2015/4/09(木)ネットラジオ/ソラトニワ原宿「今夜も渋谷で待ち合わせ」（いくらまぁむゆずき）
- 2015/4/13(月)アメーバスタジオ「ＷＥッス」出演
- 2015/5/20(水)オリコンインタビュー番組「水曜のニョッキ」出演
- 2015/6/30(火)ニコ生/日本アニメ見本市勝手に鑑賞会
- 2015/9/29(火)ニコ生「サマナーズウォー」特番（やこまな）
- 2015/11/22(日)DAMCHANNELに出演（随時全国配信予定）
- 2016/1/11(月)ニコ生「新成人アワード」（やっこ）
- 2016/3/27(日)ニコ生「アイマリンプロジェクト公式生放送」（いくまな）
- 2016/4/12(火)AbemaTV「芸能(秘)チャンネル#2」（まなこ）
- 2016/4/18(月)ニコ生リアル脱出ゲーム（やこまな）
- 2016/4/23(土)ニコ生「ヤフヤフ学園抜打ちテスト」（いくまな）
- 2016/5/12(木)カラオケLIVEDAMに「ALIVE」配信開始
- 2016/5/26(木)ニコ生「周りに差をつけるBBQ講座」（やっこ）
- 2016/6/02(木)ニコ生「Q'ulle散歩 江の島遊覧」
- 2016/6/21(火)LINELIVE「朗読ソフレ第８夜Q'ulleまなこのキレッキレ添い寝！」（まなこ）
- 2016/11/22(火)AbemaTV「東京03の若いコに好かれたいっ!!」#6（まなこ）
- ペルソナダンスバトルナイト♪（2018年4月7日、AbemaTV・ウルトラゲームス） - MC[16]

### 情報サイト掲載
（現在閲覧可能なもの抜粋）
- 2014/10/24(金)BARKS「元DANCEROIDメンバーによる新ユニット“Q'ulle”デビュー。年末ワンマン開催＆1月にシングル発売も」
- 2015/01/06(火)音楽ナタリー「元DANCEROIDメンバーがマイクを手に！女性ユニットQ'ulleデビュー」
- 2015/01/08(木)BARKS「【ライブレポート】Q'ulleが涙の初ワンマンライブ。「みんなで同じ志を掲げて、信じあって活動していきたい」」
- 2015/01/20(火)OTOTOY「Q'ulle、リリイベでサプライズ発表連発「あったかいんだからぁ♪」のクマムシと夢のコラボ実現へ!?」
- 2015/01/20(火)音楽ナタリー「Q'ulleにクマムシが「あったかいんだからぁ♪」の振り付け依頼」
- 2015/01/23(金)BARKS「【ライブレポート】Q'ulle、1stシングル発売ライブでまなこ＆まぁむにミッション発生。サプライズにクマムシ」
- 2015/02/24(火)音楽ナタリー「Q'ulle、1stアルバム発売＆全国ツアー開催決定」
- 2015/03/18(水)OTOTOY「短期連載「Q'ulleがマイクを持った理由」 ver.1 まなことやっこ」
- 2015/03/24(火)BARKS「Q'ulle、新曲「MONSTER」発売記念ライブ。「私たちがニコ動をお茶の間に連れて行く！」
- 2015/04/30(木)OTOTOY「短期連載「Q'ulleがマイクを持った理由」 ver.2 ゆずきとまぁむ」
- 2015/05/14(木)OTOTOY「短期連載「Q'ulleがマイクを持った理由」 ver.3 いとくとらとDECO*27」
- 2015/06/16(火)BARKS「【イベントレポート】1stアルバムリリース直前のQ'ulle、金曜の渋谷を熱く盛り上げる」
- 2015/06/23(火)OTOTOY「Q'ulleが辿り着いた1つめの"Answer"、その先へ踏み出す5人の”MONSTER"」
- 2015/07/27(月)OTOTOY「【ライヴレポ】Q'ulle 「私の答えはQ’ulleで良かったなと思いました」“希望のステージ”へと続くツアー・ファイナル」
- 2015/07/31(金)BARKS「Q'ulleがアパレルブランド立ち上げ。そして2016年にはアジアツアーも」
- 2015/07/31(金)lopi・lopi「Q’ulle 1stワンマンライブは重大発表づくし！ ５カ国アジアツアー?Zepp公演?人気漫画タイアップ? アパレルブランド立上げまで！」
- 2015/08/02(日)音楽ナタリー「Q'ulleがアジアツアーなど重大発表続々、「第二の挑戦」はDiverCityワンマン」
- 2015/11/19(木)OTOTOY「やっこ・まなこインタビュー」
- 2015/12/22(火)OTOTOY「まぁむインタビュー」
- 2016/03/11(金)OTOTOY「Q’ulle、大規模アジア・ツアーを4月から開始&ニュー・シングル発売」
- 2016/4/01(金)OTOTOY「ゆずき・いくらインタビュー」
- 2016/4/12(火)Diggity「名古屋が揺れた！ AsiaTour2016がスタート！」
- 2016/5/03(火)ORICON「新曲MVを公開 初のアジアツアー映像も収録」
- 2016/5/18(水)OTOTOY「2ndアルバム&長野公演追加で”年金ダンス”披露も!?」
- 2016/5/23(月)SPICE「Q'ulle シングル発売記念ライヴレポート」
- 2016/6/03(金)SPICEインタビュー「ZeppDivercity公演へ向けて」
- 2016/6/10(金)Diggity「アジアツアー、初海外公演（韓国公演）レポート」
- 2016/8/22(月)Diggity「アジア各国にモンスター発見！魂のアジアツアー！」
- 2016/10/19(水)音楽ナタリー「2ndアルバムを発表、年始には単独公演」
- 2016/10/28(金)Diggity「ファンと一緒に起こした最大の奇跡！」
- 2016/11/08(火)SPICE「Q'ulle、avexよりメジャーデビュー決定」
- 2016/11/08(火)日刊エンタメクリップ「ニコニコ動画出身の5人組ガールズ・ダンスロック・ユニットQ'ulleがavexよりデビュー決定！！」
- 2016/11/08(火)ＢＡＲＫＳ「Q'ulle、avexに所属「今まで以上にまっすぐに一生懸命に突き進んでいきたい」

### ラジオ
- 2015/1/09(金)名古屋ZIP-FM77.8「DIG IT! DIG IT!」出演
- 2015/1/17(土)ＦＭうらやす「HOT MUSIC COLLECTION」出演
- 2015/3/06(金)FM Aich80.7「Smile!!」出演
- 2015/3/26(木)FM Aichi80.7「Multiply radio」出演
- 2015/5/23(土)FM PORT(にいがた県民エフエム)「Radio mixture」出演（いくら、やっこ）
- 2015/7/06(月)26時ZIP-FM「サブカル・キングダム」出演
- 2016/3/22(火)interFM897「TOKYO PLAYGROUND」生出演
- 2016/10/01(土)FM-PORT「Radio Mixture」出演（やっこまなこ）

### テレビ・映画
- 2015/1/27(火)ＣＳエンタメ～テレ「BOMBER-E」出演
- 2015/6/08(月)CSエンタメ～テレ「神おけ#32」出演
- 2015/7/03(金)ＣＳダンスチャンネル「オドリnaカリーナ」出演
- 2015/7/06(月)CSエンタメ～テレ「神おけ#33」出演
- 2015/8/29(土)長野放送「ほほ笑みチャンネル」出演
- 2015/10/04(日)ＣＳエンタメ～テレ「神おけ#36」放送
- 2015/11/01(日)ＣＳエンタメ～テレ「神おけ#37」放送＞「神おけ」４回出演セットリスト
- 2016/1/16(土)映画「ボクソール★ライドショー」公開（テーマ曲）
- 2016/3/21(月)フジテレビ「めざましテレビ」出演（まなこ）
- 2016/7/02(土)日本テレビ「THE MUSIC DAY」 ライブ動画
- 2016/10/30(日)テレビ東京「紺野、今から踊るってよ」（まなこ）
- 2016/11/26(土)TBSテレビ「開運音楽堂」（関東ローカル）出演

### 新聞・雑誌
- 2015/5/22(金)アイドル誌「BOUQUET」Vol.2掲載
- 2015/8/19(水)少年マガジン掲載
- 2016/1/26(火)単行本「踊ってみたの中の人」発売
- 2016/3/30(水)写真集（書籍）「Q'ute and coolle」発売
- 2016/6/24(金)朝日新聞長野「CMで人気まなこさんに聞く」
- 2016/6/26(日)朝日新聞デジタル「TVで年金ダンス披露」動画あり
- 2016/7/2(土)朝日新聞長野「年金ダンスCMクリエーター土橋さん」
- 2016/9/13(火)朝日新聞長野「まなこさんが年金ダンスを披露　長野市で」
- 2016/11/3(木)りぼん「みのポンが踊り手さんにいろいろ聞いてみた」(まなこ、やっこ)

### CM
- 2015/7/31(金)ハラハチ体操応募締切（まなこ、いくら）
- 2015/8/19(水)漫画「リアルアカウント」テーマPV「UNREAL」公開
- 2015/8/28(金)まなこ出演映画「HEROSHOW」のEDテーマにQ'ulle「HERO」
- 2016/4/01(金)eneloop Dance Contest（いくやこまな） ダンス ～2017.2.28
- 2016/5/11(水)LINE MUSIC TVCM放送開始（「ALIVE」採用）
- 2016/10/26(水)「ギャレックス」(福井県越前市)（まなこ）

## ファンクラブ
- ファンクラブはQ'ulle Air(キュール エアー)。2015年8月1日にスタート。
- Q'ulleだけの空間を作るという意味合いが込められている。
- ファンクラブには無料会員と有料会員が存在し、有料会員になると様々な特典が得られる。
- また、会員限定でライブやイベントが行われることもある。ツアーの公演後にはファンミーティングが行われたり、メンバーのバースデーイベントが開催されることもある。
- Q'ulle Air 公式サイト

## CHOMEL SINGA
- Q'ulleプロデュースによるリアルクローズアパレルブランド。2015年7月27日誕生。同年8月19日、予約開始。読みは「チョメルシンガ」。「CHOMEL」はかわいい、「SINGA」は百獣の王ライオンを意味する。Q'ulleがCuteとCoolの造語であることから、かわいいとクールなライオンを合わせて名づけられている。
- Q'ulleの衣装デザイン・制作はCHOMEL SINGAで行う事が多く、後日メンバーと同じ服が販売されている。

- CHOMEL SINGA 公式サイト
- CHOMEL SINGA 通販サイト